# Tempio di Apollo (Cuma)
Il Tempio di Apollo è un tempio greco-romano ritrovato a seguito degli scavi archeologici sull'acropoli dell'antica città di Cuma.

## Storia e descrizione

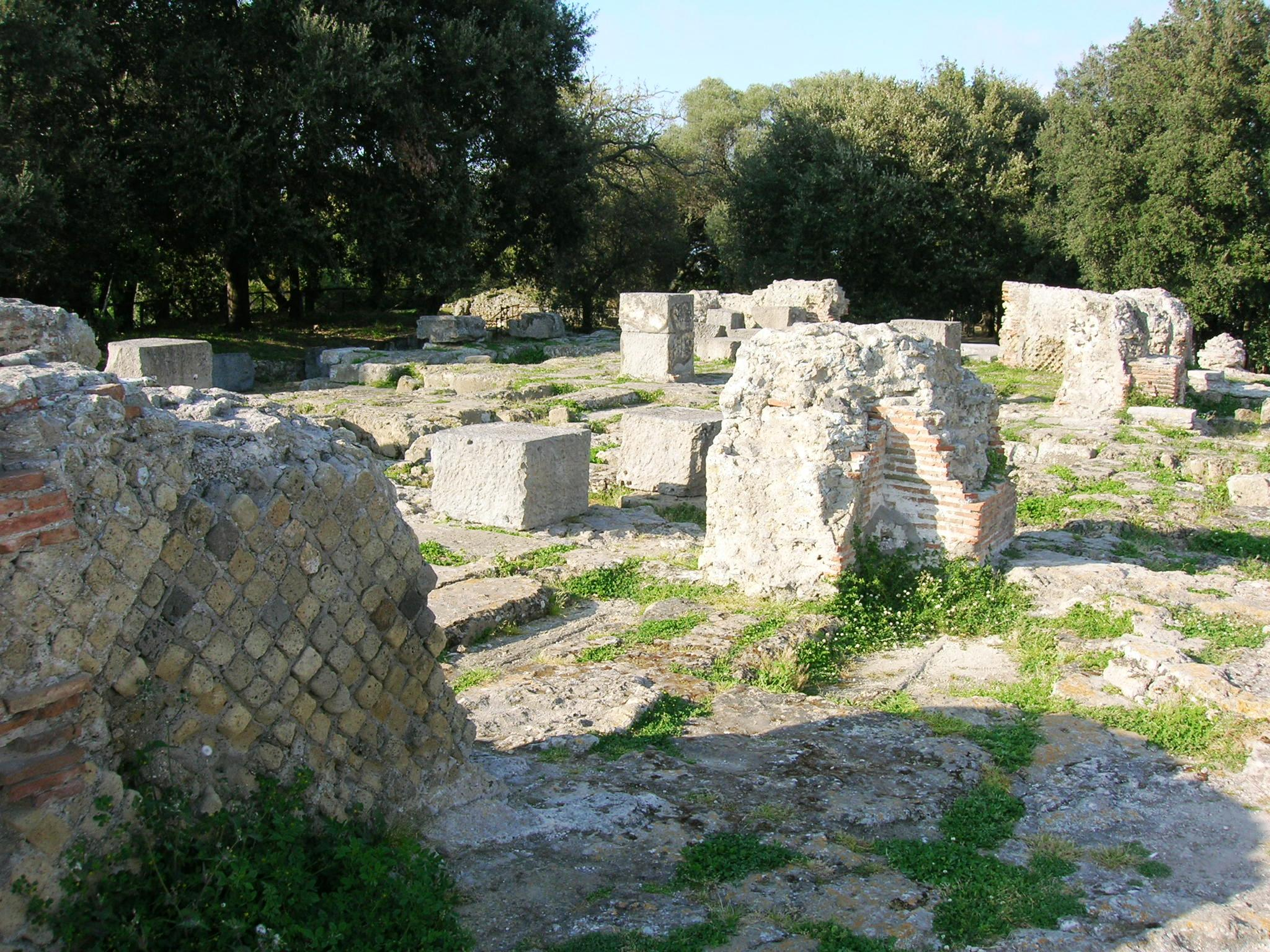
L'ingresso

Il Tempio di Apollo sorge sullo stesso luogo dove in precedenza era stato edificato dai greci, intorno al VI-V secolo a.C., un altro tempio, forse dedicato ad Era, come testimoniato dal ritrovamento di materiale votivo, nei pressi di una vicina cisterna; abbandonato quindi durante la dominazione sannita, il tempio fu completamente ricostruito nel periodo romano, in particolare nell'età augustea, quando per volere dello stesso imperatore tutti i luoghi ricordati nell'Eneide vennero restaurati: Virgilio infatti racconta che Enea, fermatosi a Cuma, raggiunse questo tempio, edificato da Dedalo, il quale al suo interno consacrò ad Apollo le sue ali che gli avevano permesso di fuggire dal labirinto; da questo periodo l'edificio sarà dedicato ad Apollo. Tra il VI ed l'VIII secolo il tempio venne trasformato in basilica cristiana, con la conseguente costruzione di un fonte battesimale e di alcune tombe nel pavimento: venne quindi abbandonato a seguito dello spopolamento della città di Cuma nel XIII secolo e ritrovato solamente nel 1912, immediatamente identificato tramite un'epigrafe in marmo che faceva chiaro riferimento all'Apollo Cumano.
Il primitivo tempio greco, posto su una naturale terrazza panoramica, aveva un orientamento nord-sud, lo stesso che verrà usato quando verrà utilizzato come basilica cristiana, era periptero in ordine ionico, con sei colonne sul fronte minore e poggiante su uno stereobate in tufo lungo trentaquattro metri e largo diciotto; il tempio di Apollo invece, ormai ridotto ad un rudere, che della precedente struttura riutilizzava lo stereobate, aveva un orientamento est-ovest: il pronao presentava delle colonne doriche, eccetto quelle agli angoli che avevano una particolare forma trilobata: tutte le colonne erano in laterizio rivestite in stucco, che in parte ancora si conserva, poggianti su basi attiche e sormontate da capitelli ionici; la trabeazione, di cui sono stati ritrovati alcuni frammenti, era decorata in terrecotte, raffiguranti elementi zoomorfi ed antropomorfi. La cella, realizzata in opus reticolatum ma di cui non rimane alcun rivestimento murario, misurava ventidue metri di lunghezza e nove di larghezza con ingresso sul lato orientale ornato da due colonne in laterizi: internamente era divisa in tre navate con aperture ai lati intercalati da pilastri in trachite e doveva contenere una grossa statua raffigurante Apollo. La pavimentazione dell'intera struttura era in travertino, mentre nel lato sud della cella era posto il fonte battesimale a forma ottagonale; nelle vicinanze del tempio un ambiente a pianta rettangolare con volta a botte, un thòlos e una cisterna utilizzata probabilmente per raccogliere gli ex voto.